# Neptune et Triton
Neptune et Triton est l'une des premières sculptures de l'artiste italien Gian Lorenzo Bernini. Réalisée entre 1622 et 1623, elle est exposée au Victoria and Albert Museum de Londres. Taillée dans le marbre, l'œuvre mesure 182,2 cm de hauteur,.

## Histoire
La sculpture en marbre est initialement commandée par le cardinal Alessandro Damascenti Peretti en 1620, et est exécutée entre mars 1622 et février 1623, pour servir de fontaine afin de décorer l'étang du jardin de sa villa Peretti Montalto, située sur la colline Viminal à Rome. La sculpture est placée dans le bassin ovale déjà établi (appelé Peschiera ou Peschierone), conçu par Domenico Fontana entr 1579 et 1581.
Elle est achetée par l'anglais Thomas Jenkins en 1786, qui la vend plus tard cette même année au peintre anglais Joshua Reynolds,. L'œuvre avait été nommée « Neptune et Glaucus » suivant la biographie écrite par Filippo Baldinucci concernant Le Bernin, mais apparaît comme « Nettvno, e Tritone » dans une gravure de Domenico de Rossi (1704). Elle est plus tard renommée, par correction, « Neptune et Triton » suivant les notes de Reynolds.
Après la mort de Reynolds en 1792, elle est vendue à Charles Anderson-Pelham, premier baron de Yarborough, qui la conserve dans le jardin de sa maison de Chelsea, Londres, la Walpole House. Ses descendants la déplacent en 1906 dans leur maison de campagne à Brocklesby Park, Lincolnshire. Elle est ensuite achetée à la famille par le Victoria and Albert Museum en 1950, bien qu'elle ait fait une apparition lors d'une exposition à la Royal Academy de Londres en 1938.

## Iconographie
Neptune est debout, à cheval sur Triton ; celui-ci se trouve accroupi ; les deux personnages sont sculptés sur une grande demi-coque qui sert de socle.
Neptune pointe son trident vers la mer, tandis que Triton souffle dans sa coquille. Celle-ci est conçue pour en faire jaillir de l'eau, afin que la sculpture puisse servir de fontaine.

## Galerie

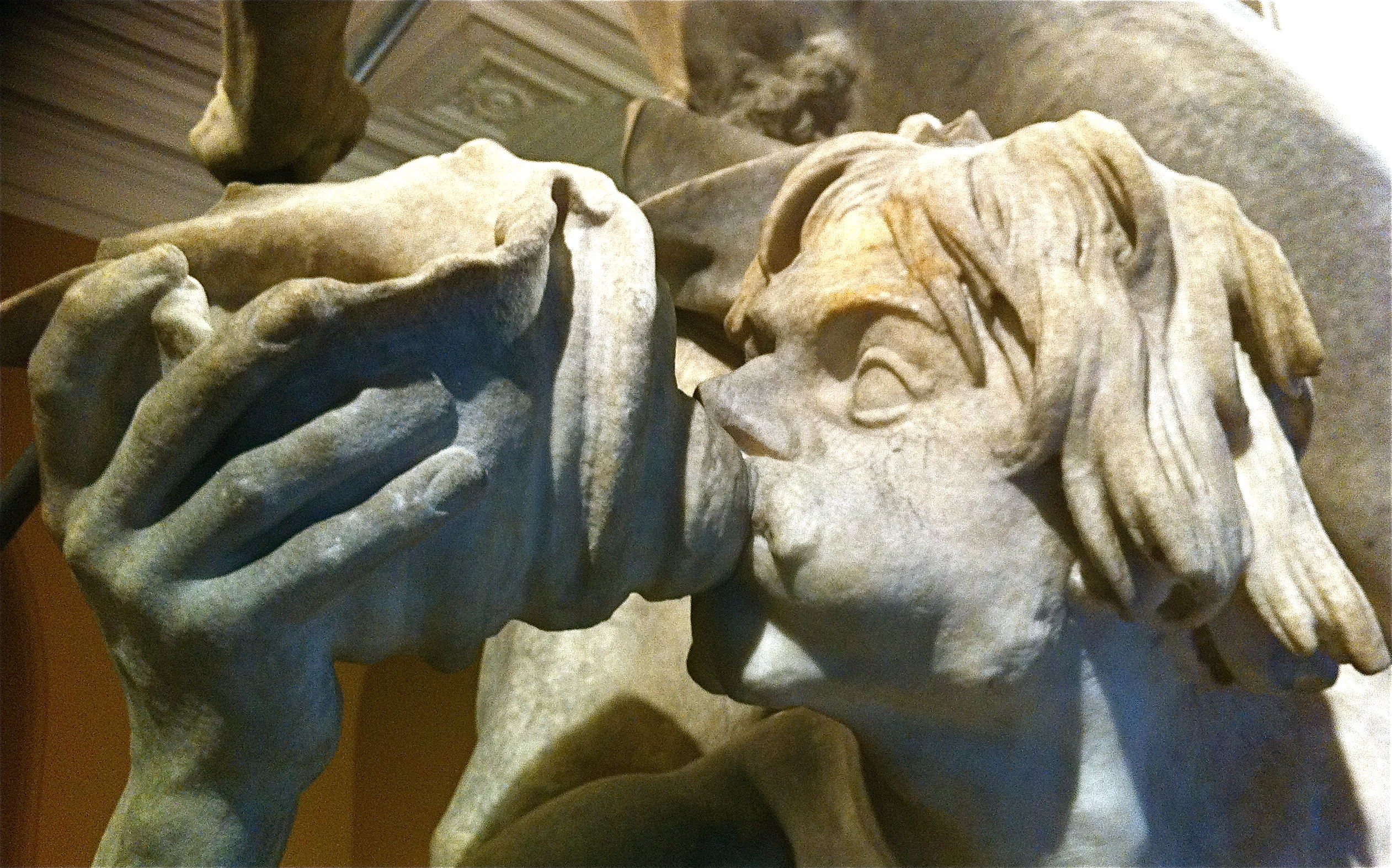
Détail de Triton
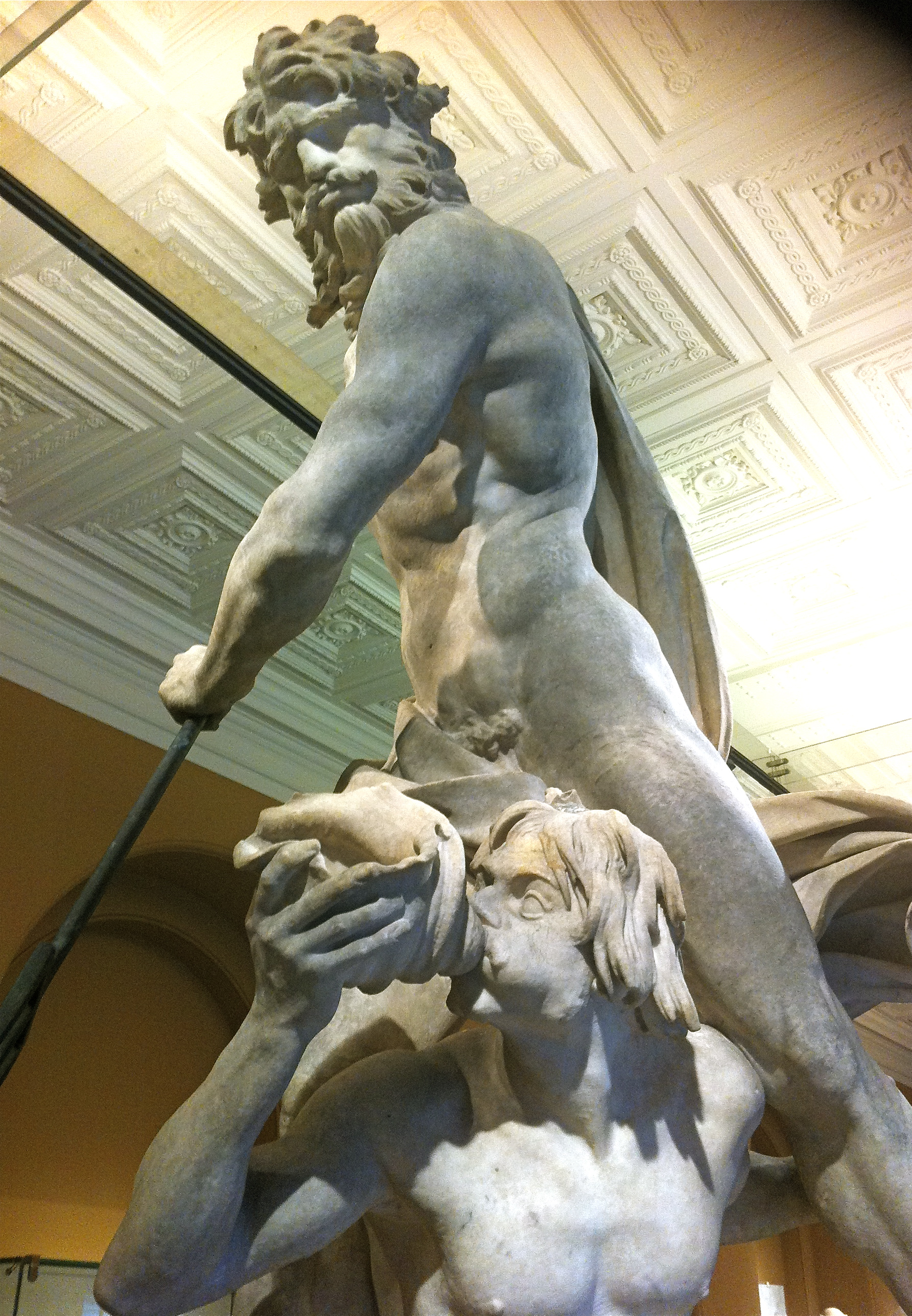
(vue de face)
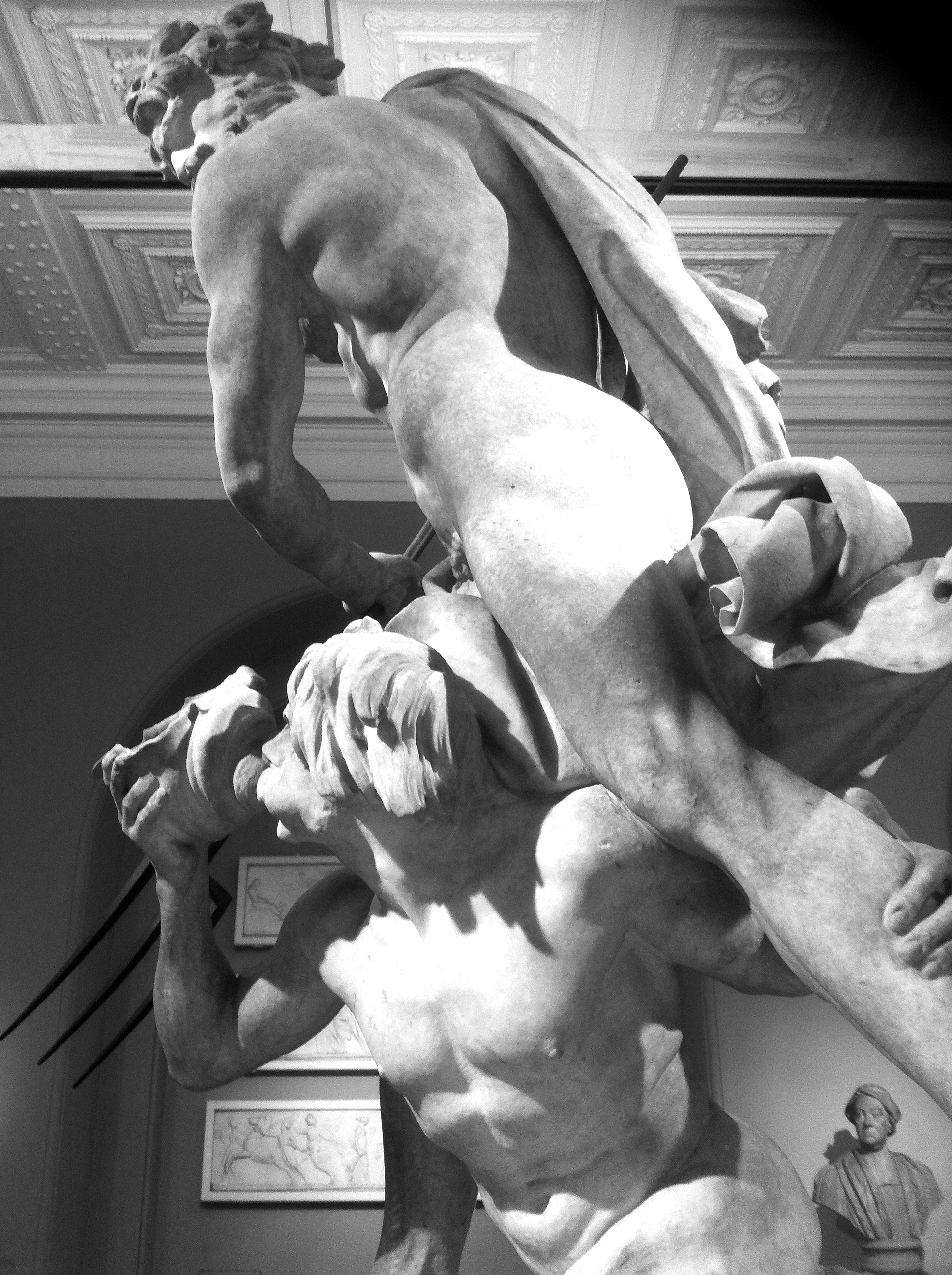
(vue de côté)